# Avtonomna pokrajina Kosovo in Metohija
Avtonomna pokrajina Kosovo in Metohija (srbsko Аутономна Покрајина Косово и Метохија, Autonomna Pokrajina Kosovo i Metohija; albansko Krahina Autonome e Kosovës dhe Metohisë; pogovorno le Kosovo ali okrajšano Kosmet ali KiM) je po srbski ustavi avtonomna pokrajina Srbije, ki obsega regiji Kosovo in Metohija na jugu države. Ozemlje je predmet spora med Republiko Srbijo in delno mednarodno priznano Republiko Kosovo, ki ga od 1999 politično obvladuje. Še posebej to velja za njen skrajno severni del z entično homogenim srbskim prebivalstvom, ki je bil leta 1959 delno ozemeljsko pripojen k pokrajini. 
V SFR Jugoslaviji je bilo ozemlje avtonomna pokrajina SR Srbije, od 1963 oz. 1968 z uradnim imenom Socialistična avtonomna pokrajina Kosovo. V letih 1989–90 so spremembe srbske ustave, ki jih je sprejela administracija Slobodana Miloševića, okrnile pristojnosti obeh srbskih avtonomnih pokrajin in jima močno zmanjšale stopnjo avtonomije. Po vojni na Kosovu 1998/99 je Varnostni svet Združenih narodov z resolucijo 1244 na Kosovu uvedel mednarodno upravo: ozemlje je ostalo del Srbije, prehodno oblast pa je prevzela Misija Združenih narodov na Kosovu (UNMIK).
17. februarja 2008 je prehodna kosovska vlada enostransko razglasila neodvisnost od Srbije, ki jo je odtlej mednarodno priznala 101 država članica OZN. Srbska skupščina je odcepitev naslednjega dne označila za »neveljavno in nično«, vendar izvršne oblasti nad Kosovom Srbija nima. V predelih s srbsko večino so se vzpostavile vzporedne srbske institucije, ki jih je razpustil Bruseljski sporazum leta 2013.

## Upravna delitev
Po srbski upravni delitvi je pokrajina razdeljena na pet upravnih okrajev, ti pa dalje na 28 občin in eno mesto:
- Kosovski upravni okraj (Kosovski okrug) s sedežem v Prištini,
- Kosovsko-pomoravski upravni okraj (Kosovsko-Pomoravski okrug) s sedežem v Gnjilanu,
- Kosovskomitroviški upravni okraj (Kosovskomitrovički okrug) s sedežem v Kosovski Mitrovici,
- Peški upravni okraj (Pećki okrug) s sedežem v Peći,
- Prizrenski upravni okraj (Prizrenski okrug) s sedežem v Prizrenu.

UNMIK-ova uprava je leta 2000 uvedla drugačen sistem sedmih okrajev, ki ga danes uporablja Republika Kosovo.